# Grad Donji Miholjac
Grad Donji Miholjac är en stad i Kroatien.   Den ligger i länet Baranja, i den östra delen av landet, 170 km öster om huvudstaden Zagreb. Antalet invånare är 10 000.